# Wotten Waven
Wotten Waven – wieś w południowej Dominice, w parafii św. Jerzego.